# Délegyháza
Délegyháza község Pest vármegyében, a Szigetszentmiklósi járásban, a budapesti agglomerációban.

## Fekvése
Délegyháza község az Alföldön, a Csepeli-sík és a Pesti-hordalékkúpsíkság határán, Budapesttől 27 km-re a Budapest–Kelebia-vasútvonal mellett, a Ráckevei-Dunától keletre, mintegy 6 km-re helyezkedik el. Délegyháza vasútállomás megközelíthető a Keleti pályaudvarról  induló S25-ös vonattal, busszal a Népliget autóbusz-pályaudvartól induló 655-ös, a Majosházáról közlekedő 652-es, valamint a Szigethalomról induló 664-es buszjárattal és személygépkocsival az M0-s autóút, 51-es főközlekedési útvonalon.
Délegyháza a fővárostól délre, kb. 30 km távolságra található. Északról Dunavarsány, délről Kiskunlacháza, nyugatról Majosháza, keletről Bugyi község határolja. A település a Kiskunsági Nemzeti Park, az Ócsai Tájvédelmi Körzet és a Ráckevei-Duna közvetlen közelében fekszik.
A község területén 12 db kavicsbányató található mintegy 300 ha vízfelülettel, amely fürdésre, horgászásra és különféle vízi sportokra alkalmas. Itt található az országban elsőként létesített és azóta is működő naturista strand és kemping. A településhez nagy kiterjedésű tanyás térség tartozik, ahol kirándulni, lovagolni tudnak az ide látogató turisták.

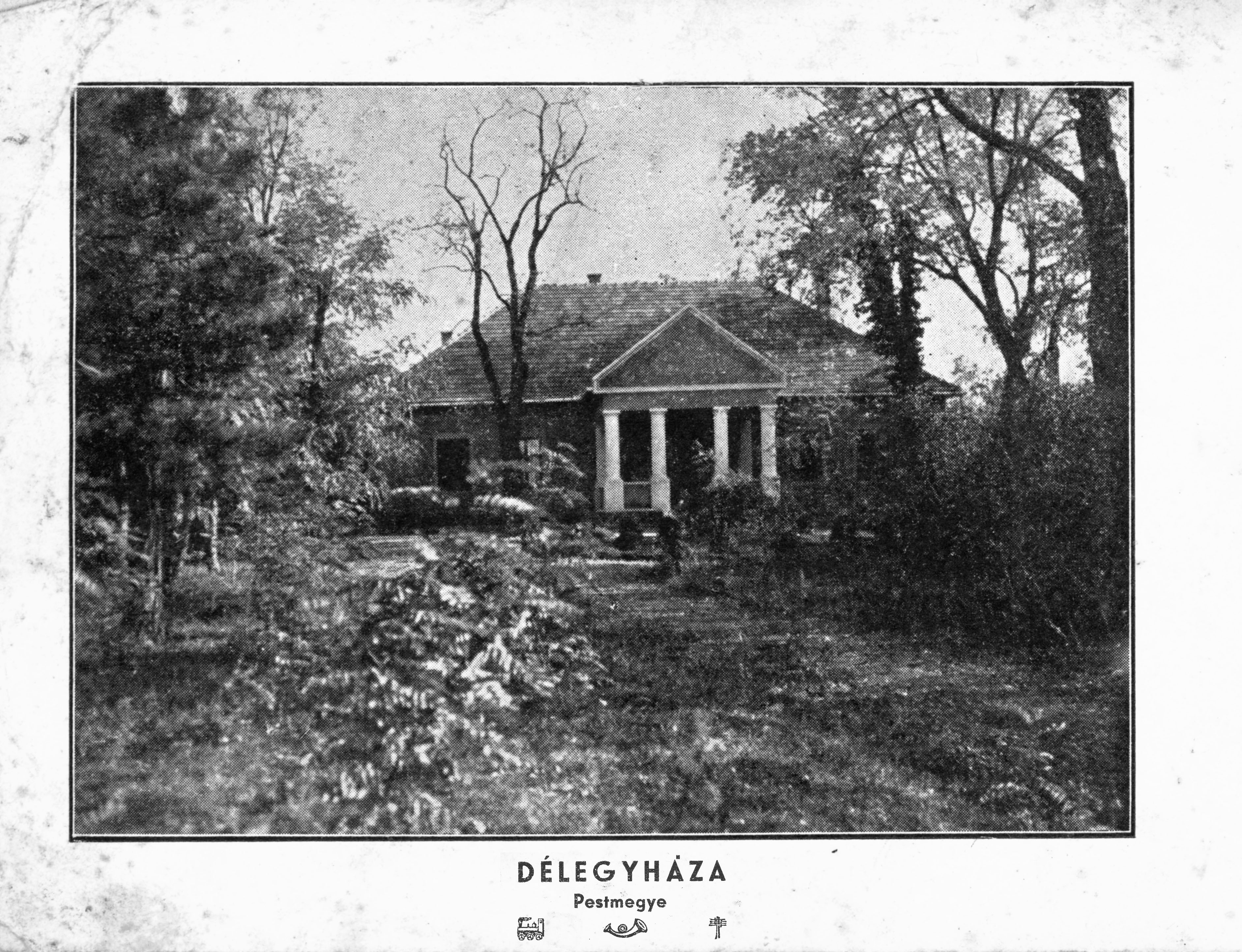
Délegyháza egy 1932-es dátumozású képeslapon

## Története
Délegyháza múltjáról csupán feltételezéseink vannak.
Valószínű, hogy a honfoglalás idején fejedelmi szállásterület volt, később az Árpád-korban templomos hely lehetett a környező Taksony, Varsány helységekkel együtt. Levéltári adatok szerint ezt a területet 1459-es birtoklevél alapján Ordasháza néven Zsigmond király adományozta vitézi tetteiért a Szentiványi családnak.
A község területe puszta, tanyavilág volt évszázadokon keresztül, ahol 1945-ig földbirtokos családok gazdálkodtak; legismertebbek a visszaemlékezések szerint a Jeszenszky, Jankovich, Piróth, Krisfóffy, Görgey, Vörös, Korányi és Sárossy családok voltak.
Az idősebbek szép és szomorú emlékei között (általában urasági cselédek, intézők) fel-felbukkannak történetek egy-egy szép kastélyról, udvarházról, különleges növényekkel teleültetett parkról, amikből azonban mára csupán egy épület maradt meg, a jelenleg a Kölcsey Művelődési Háznak otthont adó Piróth-kúria.
Délegyháza fiatal község, 1949-ben Alsó- és Felső-Délegyháza, valamint Galla-hegy egyesítésével jött létre.
A település megszervezésében komoly érdeme volt Pest vármegye akkori főispánjának, Házi Árpádnak. A mai Árpád utca az ő emlékét őrzi.
A község az 1950-60-as években nagymértékű fejlődésnek indult. Ennek egyik oka az 1949-től munkalehetőséget biztosító mezőgazdasági termelőszövetkezeti mozgalom, valamint a nagyarányú építkezések miatt fellendülő kavicskitermelés.
Délegyházán 1930-tól működött kavicsbánya, melyet 1945-ben államosítottak. A termelés 1968-ban érte el csúcspontját.
Mindkét gazdasági egység - amellett, hogy munkalehetőséget biztosított az itt élőknek-, nagy szerepet vállalt a község fejlesztésében is.
Mindkét gazdasági egység - amellett, hogy munkalehetőséget biztosított az itt élőknek-, nagy szerepet vállalt a község fejlesztésében is.
A bányaművelés során keletkezett tiszta vízű bányatavak rendszere új lehetőségeket nyitott meg a település számára. Népszerű horgász- és fürdőhely lett. A kellemes vízparti környezet és az aktív bányászat miatt alacsony ingatlanárak folytán Budapestről a közelmúltban sokan költöztek a tavak partjaira.
A rendszerváltás óta felerősödött szuburbanizáció és a település környékén változatlan intenzitású kavicsbányászati tevékenység következtében egymáshoz zavaró közelségbe került a lakosság és a bányaművelés, amely régóta konfliktushelyzetek és érdeksérelmek okozója.

## Közélete

### Polgármesterei
- 1990–1994: Bulyáki Antal (független)[4]
- 1994–1998: Bulyáki Antal (független)[5]
- 1998–2002: Bulyáki Antal (független)[6]
- 2002–2006: Bulyáki Antal (független)[7]
- 2006–2010: Dr. Gróf Bethlen Istvánné (független)[8]
- 2010–2014: Dr. Riebl Antal (független)[9]
- 2014–2019: Dr. Riebl Antal (független)[10]
- 2019–2024: Dr. Riebl Antal (független)[11]
- 2024– : Dr. Riebl Antal (független)[1]

## Népesség
A település népességének változása:
| Lakosok száma | 3559 | 3644 | 4306 | 5635 | 5912 | 5812 | 5900 |
|               | 2013 | 2014 | 2018 | 2021 | 2022 | 2023 | 2024 |

A 2011-es népszámlálás során a lakosok 81,3%-a magyarnak, 1,6% cigánynak, 0,2% horvátnak, 1,5% németnek, 0,7% románnak mondta magát (18,2% nem nyilatkozott; a kettős identitások miatt a végösszeg nagyobb lehet 100%-nál). A vallási megoszlás a következő volt: római katolikus 25,2%, református 12,8%, evangélikus 0,3%, görögkatolikus 0,7%, izraelita 0,3%, felekezeten kívüli 23% (35,6% nem nyilatkozott).
2022-ben a lakosság 88,2%-a vallotta magát magyarnak, 0,7% cigánynak, 0,7% németnek, 0,4% románnak, 0,3% ukránnak, 0,2% szerbnek, 0,2% horvátnak, 0,1-0,1% lengyelnek, görögnek és ruszinnak, 3,2% egyéb, nem hazai nemzetiségűnek (11,6% nem nyilatkozott; a kettős identitások miatt a végösszeg nagyobb lehet 100%-nál). Vallásuk szerint 18,5% volt római katolikus, 11% református, 1,2% görög katolikus, 0,7% evangélikus, 0,1% izraelita, 1,5% egyéb keresztény, 0,9% egyéb katolikus, 22,2% felekezeten kívüli (43,5% nem válaszolt).

## Képek

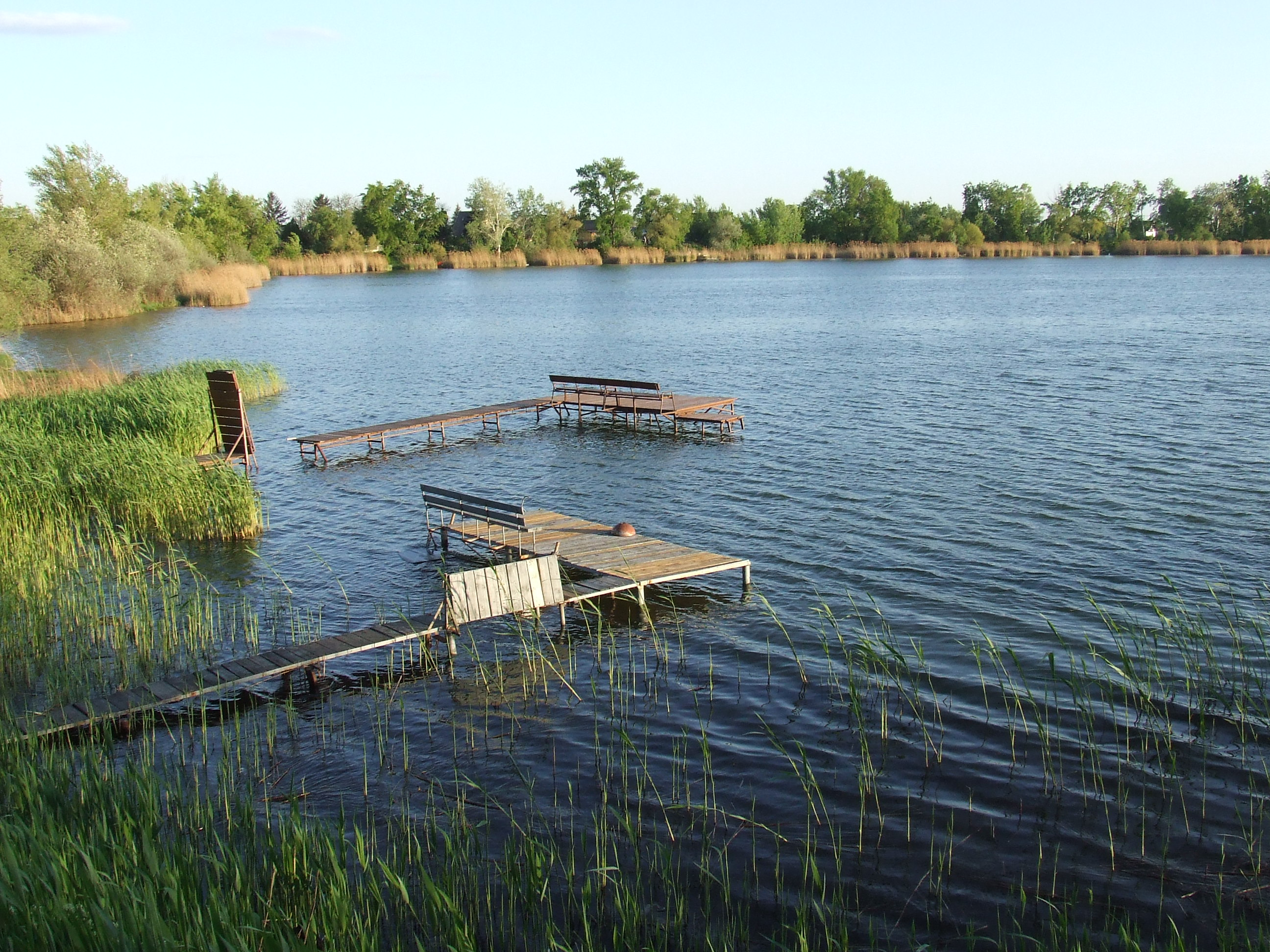
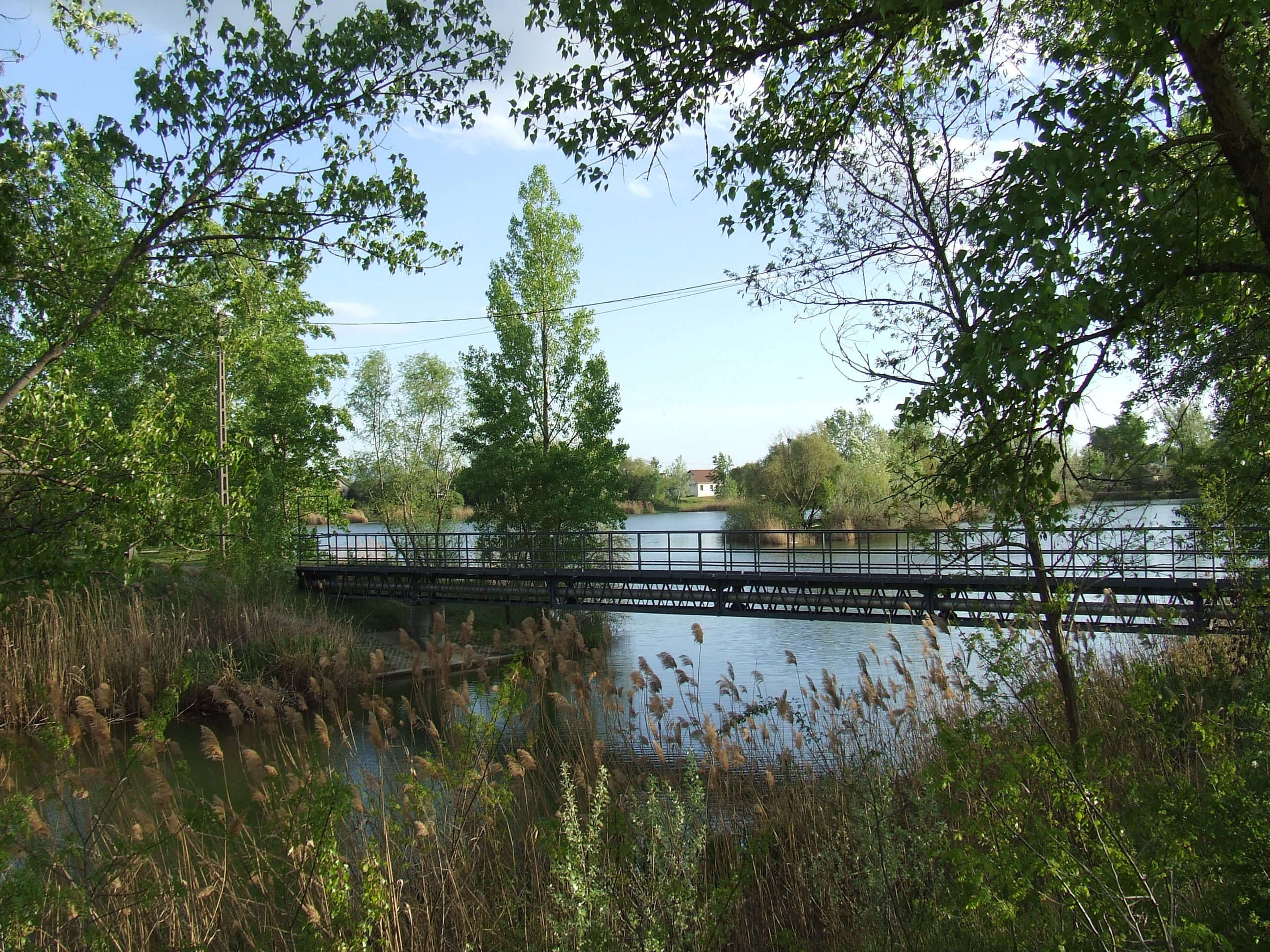
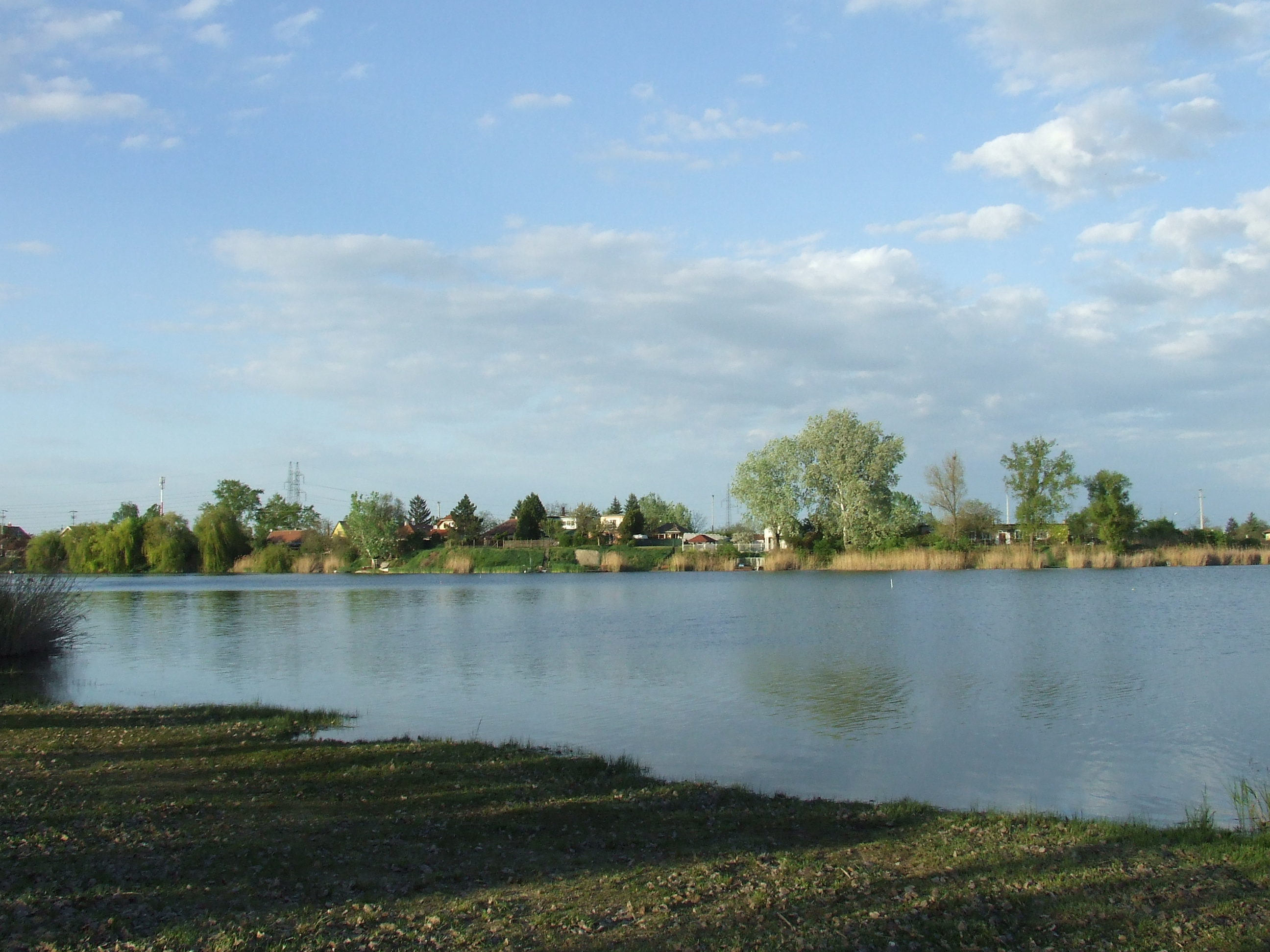
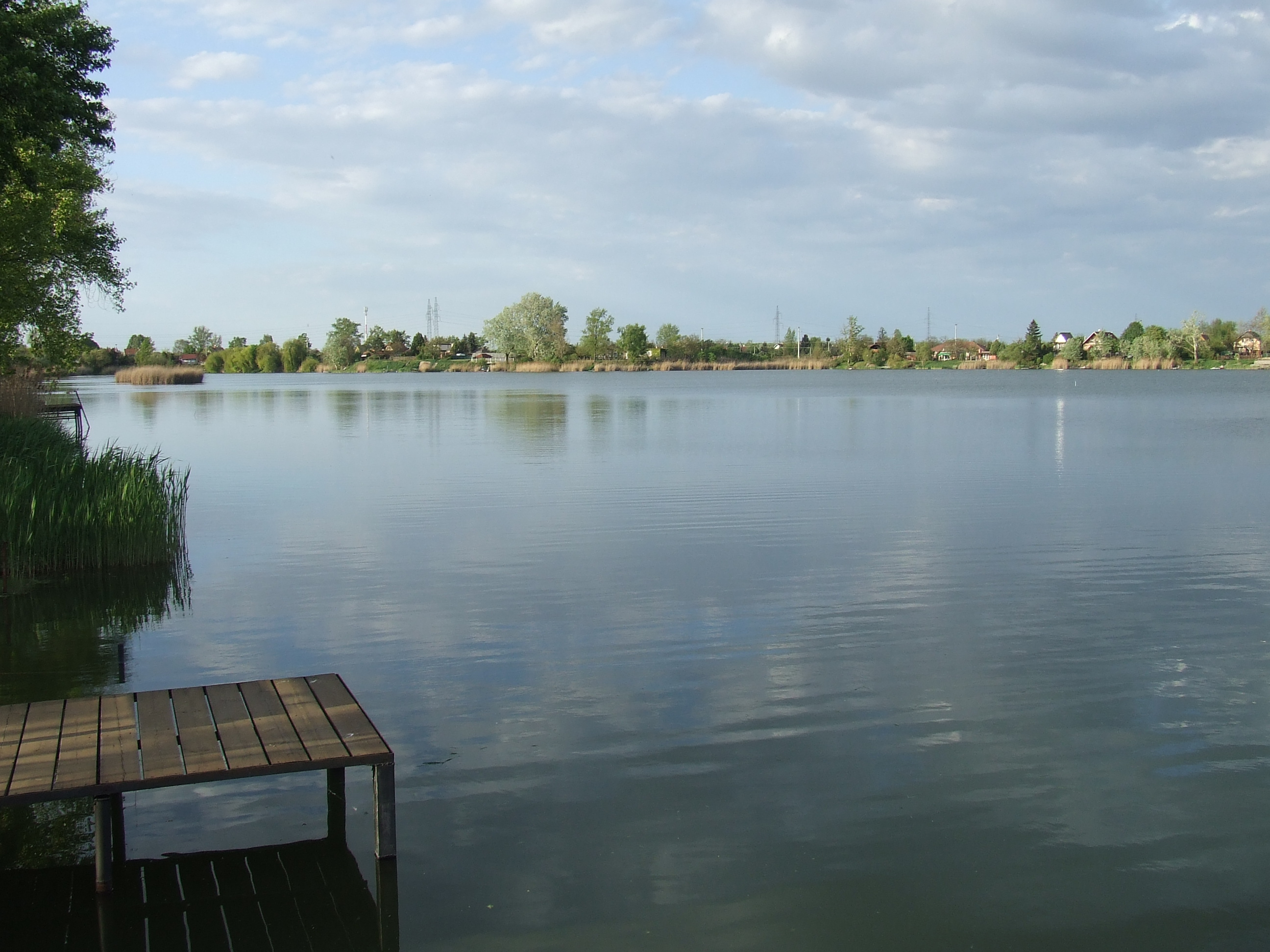

## Nevezetességei

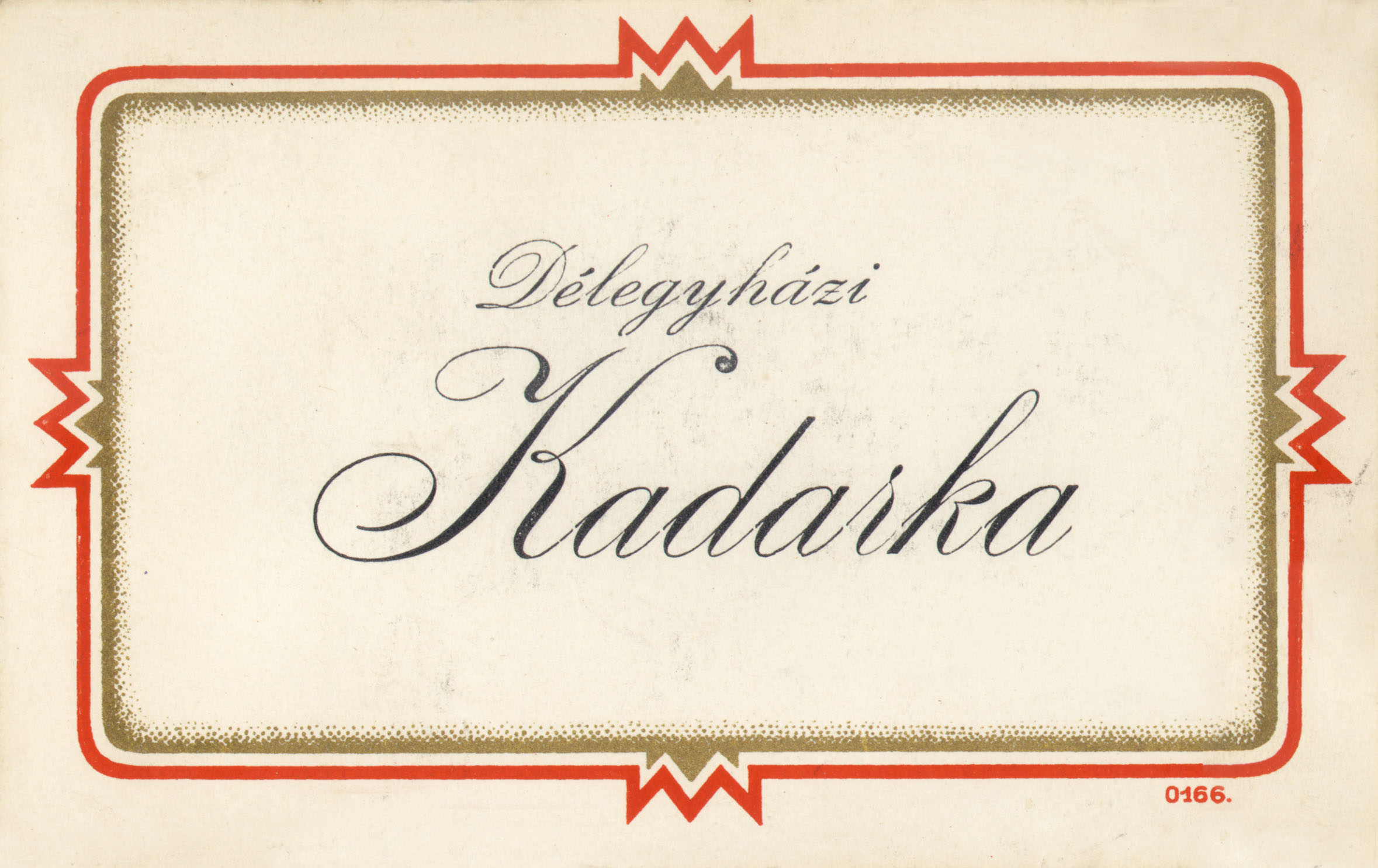
Délegyháza egykori, híres szőlőművelési kultúráját jelzi ez az 1920-as évekből származó borcímke

- Naturista Oázis Kemping (, )
- Délegyházi szabadstrand ()
- 400 éves vadkörtefa ()
- A Piróth kastély ()

## Testvérvárosai
- Bisenti, Olaszország